# 백범일지
《백범일지》(白凡逸志)는 독립운동가인 백범 김구가 쓴 자서전이다. 1929년과 1943년 각각 집필된 두 권의 친필본은 1997년 6월 12일 대한민국의 보물 제1245호로 지정되었다. 1948년 발행된 재판과 제3판에 각각 1949년에 친필 서명한 두 권의 책이 인천광역시 한국근대문학관에 소장되어 있다. 백범일지’ 판본은 크게 4가지다. 김구가 1929년과 1942년에 탈고한 친필본과 그것을 옮겨적은 필사본 2종, 1947년에 공식적으로 출간된 국사원본까지다. 국사원본은 이광수가 윤문한 1947년 책을 말한다. 백범일지는 명문장가인 이광수의 윤문이라는 꽃단장을 통해 재탄생했다. ‘국사원본 백범일지’는 처음부터 유려한 문장, 쉽고 간결한 문체로 출발했다. ‘친필본 백범일지’와는 차이가 너무 많은 작품이다.  1994년 백범의 아들 김신이 친필 원본을 공개함으로써 이광수의 윤문과 차이점을 확인할 수 있었다.

## 개요
김구는 17살 때 조선왕조 최후의 과거에 응시하였으나 뜻을 이루지 못하고, 동학에 입문하여 19세에 팔봉접주가 되어 동학군의 선봉장으로 해주성을 공격하였다. 21살 때는 국모의 원한을 갚는 거사에 참여하였다가 체포되었으나 탈옥하여 공주 마곡사에 입산, 승려가 되기도 하였다. 1905년 을사늑약이 체결된 후 독립운동에 몸을 던졌으며, 안중근과 안명근 의사의 의거에 관여하였다. 1919년 3·1운동 직후 상해로 망명, 대한민국임시정부의 초대 경무국장과 내무총장을 거쳐 1926년 국무령에 취임하였다. 1939년에는 임시정부 주석에 취임하였고, 이듬해 한국광복군을 조직하여 항일무장부대를 편성, 1941년 대일선전포고를 하였다.
일기의 상편은 1929년 김구가 53세 되던 해에 상해임시정부에서 1년 정도 독립운동을 회고하며 국한문혼용체로 김인, 김신 두 아들에게 쓴 편지형식으로, 「우리집과 내 어릴 적」,「기구한 젊은 때」,「방랑의 길」,「민족에 내놓은 몸」 등의 순서로 기록하고 있다. 하편은 김구가 주도한 1932년 한인애국단의 두 차례에 걸친 항일거사로 인해 상해를 떠나 중경으로 옮겨가며 쓴 것으로,「3·1운동의 상해」,「기적 장강 만리풍」 등의 제목 아래 민족해방을 맞게 되기까지 투쟁 역정을 기록하고 있다. 임시정부 환국이나 삼남 순회 대목의 서술은 1945년말 정도에 첨부하여 기록한 것으로 보인다. 더욱이 상·하편 뒤에 붙은「나의 소원」은 완전독립의 통일국가건설을 지향하는 김구의 민족이념정신이 잘 나타나 있다.
이 『백범일지』는 1947년 12월 15일 국사원에서 처음 김구의 아들 김신에 의하여 초간 발행된 것을 필두로 오늘날까지 국내외에서 10여본이 출판사를 통해 중간되었다. 더욱이 김구가 상해 이후 중경까지 27년간 임시정부요직을 두루 지내며 틈틈이 써놓은 친필원본이란 것과 임시정부의 1차 사료인 동시에 독립운동사 연구 및 위인전기사료로 귀중한 자료이다.

## 내용
상권은 백범이 53세 되던 해인 1929년에 상하이 임시정부 청사에서 1년 정도 시간을 두고 지난 독립운동 사실을 회고하며 집필하였고, 하권은 백범이 67세 되던 해인 1943년경 충칭 임시정부 청사에서 집필하였다고 하권 책머리의 서문에서 적고 있다. 상권은 만년필에 국한문 혼용이며, 하권은 모필(毛筆)로 역시 국한문을 혼용하여 적었다.
상권은 첫머리에 『여인신양아서(與仁信兩兒書)』란 제목으로 아들인 인(仁)과 신(信) 형제에게 보내는 편지가 실려 있는데, 백범의 친필이 아닌 듯하다. 다음 『백범일지상권(白凡逸志上卷)』이란 제목으로 「조선과 가정(祖先과 家庭)」, 「출생급유년시대(出生及幼年時代)」 두 편이 수록되었는데 이는 상권을 집필할 때 쓴 것이 아니라 하권 집필 때 쓴 것으로 추정되며, 이어 일지(逸志)가 시작되는데 첫머리 부분이 떨어져 나갔다.
한국의 독립운동사를 임시정부 주석답게 잘 묘사하고 있으나, 사회주의자들의 독립운동에 대한 언급이 없고, 오히려 고려공산당의 총격 사건만 언급하는 등 사회주의에 대한 편견이 있다는 비평을 받기도 한다.
1947년 12월 15일 국사원에서 처음으로, 아들 김신에 의해 초간 발행을 필두로 오늘날까지 국내·외에서 10여 본이 중간(重刊)되었다. 그러나 자료나 보조원 없이 오로지 기억을 더듬으면서 집필한 것으로 치하포 사건 같은 왜곡, 과장 등에 서술내용과 시기가 모순되는 경우가 많고 인명, 지명 등에도 착오가 있다.

## 〈나의 소원〉
〈나의 소원〉은 백범일지의 본문 뒤에 실려있는 글로 동포에게 호소하는 글이다. 1947년 국사원에서 백범일지를 출판할 때 춘원 이광수가 윤문을 하였는데, 김구가 쓴 백범일지의 서문을 참조하여 부록으로 첨가를 하였다. 이때 이광수의 상상이 혼합된 것으로 보는 학자도 있다.

위키문헌에 이 글과
관련된 원문이 있습니다.
백범일지

"네 소원이 무엇이냐?" 하고 하느님이 물으시면, 나는 서슴지 않고

"내 소원은 대한 독립이오" 하고, 대답할 것이다.

"그 다음 소원은 무엇이냐?" 하면, 나는 또 "우리나라의 독립이오" 할 것이요, 또 "그 다음 소원이 무엇이냐?" 하는 셋째번 물음에도, 나는 더욱 소리를 높여서 "나의 소원은 우리나라 대한의 완전한 자주독립이오" 하고 대답할 것이다.

…(중략)…
내가 원하는 우리 민족의 사업은 결코 세계를 무력으로 정복하거나 경제력으로 지배하려는 것이 아니다. 오직 사랑의 문화, 평화의 문화로 우리 스스로 잘 살고 인류 전체가 의좋게 즐겁게 살도록 하는 일을 하자는 것이다. 어느 민족도 일찍이 그러한 일을 한 이가 없었으니 그것은 공상이라고 하지 말라. 일찍이 아무도 한 자가 없길래 우리가 하자는 것이다. 이 큰 일은 하늘이 우리를 위하여 남겨놓으신 것임을 깨달을 때에 우리 민족은 비로소 제 길을 찾고 제 일을 알아본 것이다.

나는 우리나라의 청년남녀가 모두 과거의 조그맣고 좁다란 생각을 버리고, 우리 민족의 큰 사명에 눈을 떠서 제 마음을 닦고 제 힘을 기르기로 낙을 삼기를 바란다. 젊은 사람들이 모두 이 정신을 가지고 이 방향으로 힘을 쓸진대 30년이 못하여 우리 민족은 괄목상대(刮目相對)하게 될 것을 나는 확신하는 바이다.— 백범

## 현재 출간된 백범일지
2010년 기준으로 대한민국에 출간된 백범일지는 다음과 같다.
- 《백범일지》, 도진순 역, 돌베개, 2002년 8월 1일 출간 (ISBN 8971992255)
- 《쉽게 읽는 백범일지》, 도진순 역, 돌베개, 2005년 11월 23일 출간 (ISBN 8971992298)
- 《김구 백범일지 (만화)》, 김세라 저, 주니어 김영사, 2009년 10월 12일 출간 (ISBN 9788934935506)
- 《어린이 백범일지》, 장세현 저, 푸른나무, 2008년 10월 13일 출간
- 《어린이와 청소년이 함께 읽는 백범일지》, 신경림 역, 나남, 2008년 1월 10일 출간

## 같이 보기
| - 김구 - 도왜실기 - 이봉창 - 윤봉길 - 유상근 - 최흥식 - 이덕주 - 동학 농민 운동 - 안태훈 | - 대한민국 임시정부 - 한인애국단 - 한국독립당 - 안중근 - 안공근 - 안공근 암살 사건 |

## 참고 자료
- 백범일지 - 국가유산청 국가유산포털